# Pseudophiloscia fragilis
Pseudophiloscia fragilis is een pissebed uit de familie Philosciidae. De wetenschappelijke naam van de soort is voor het eerst geldig gepubliceerd in 1901 door Charles Chilton.